# 第38回NHK紅白歌合戦
『第38回NHK紅白歌合戦』（だいさんじゅうはちかいエヌエイチケイこうはくうたがっせん）は、1987年（昭和62年）12月31日にNHKホールで行われた、通算38回目の『NHK紅白歌合戦』。21時から23時45分にNHKで生放送された。

## 概要
当時は視聴率の低下が問題となっていたが、今回は「紅白改革」と銘打ち、出演者の大幅刷新と多ジャンル化を断行した（詳細は#選考を巡ってを参照）。しかし、これらの革新は功を奏せず、関東地区における平均視聴率は55.2%（ビデオリサーチ社調べ）を記録し、前回に比べて4.2ポイント低下した。
両組司会は和田アキ子（前回返り咲き出場を果たす）・加山雄三（2年連続）が担当。総合司会は2年連続で吉川精一（この年3月まで『連想ゲーム』の司会を務めていた事から、番組内の「紅白連想ゲーム」の進行役も務めた）が務めた。
和田は1970年代より幾度も紅組司会の候補に挙がっていた。加山は2年連続での白組司会担当となったが、前回は組司会が2人体制となったため、今回は初の単独での担当となった。和田と加山の両組司会は互いの身長バランスが良いことも決定の一因である。
当初、紅組司会に杉浦圭子（翌年の第39回で総合司会に起用されている。同回においても紅組司会の候補にも挙がった）、白組司会に吉川、総合司会に松平定知（翌々年の第40回から2回連続で総合司会に起用されている）と司会陣を全員NHK（東京アナウンス室）のアナウンサーで固める構想もあったが、「局アナだけでは地味」と見送られ、紅組司会に実際選出の和田に加え、由紀さおり（この年上期の連続テレビ小説『チョッちゃん』のヒロインの母親役。また童謡ブームを巻き起こしていた）や松田聖子、桜田淳子（この年の大河ドラマ『独眼竜政宗』に出演。同じく『思い出のメロディー』の司会も担当）、白組司会に実際選出の加山に加え、明石家さんま、宮本隆治（当時NHKアナウンサー、後に1995年の第46回から6年連続で総合司会を務めている）を候補に挙げて再度選考が行われたという。最終的に白組司会は前回の実績と人気の高さから加山の続投が決定し、紅組司会は当初本命（一部メディアで内定とも報じられていた）とされた由紀を抑えて和田が起用される運びとなった。なお、司会陣を全員NHKのアナウンサーで固める案が実現するのは、当時の会長の意向で実現した2001年の第52回まで待つ事になる。
テレビでの実況は今回が最後となり、翌年の第39回からはラジオでの実況のみとなった。今回も「乾杯の歌」による入場行進が実施されたが、これはこの年を最後に一旦終了したが、2年後の第40回（1989年）、及び第47回（1996年）から第48回（1997年）で再度使用されている。
和田が「抱擁」で紅組トリを務めた（曲紹介は加山が代わりに担当）。白組トリおよび大トリは五木ひろしの「追憶」。紅組トリの「抱擁」、白組トリの「追憶」、どちらも作詞家・阿久悠の作品である。
紅組トリの候補には中森明菜（5年連続出場達成）も挙がっていたという。
優勝は紅組。優勝旗を手渡された和田は感極まって号泣していた。
今回の実績が評価される形で第39回も和田・加山が揃って両組司会を続投した。
後年、『思い出の紅白歌合戦』（BS2）で再放送された。

## 司会者
- 紅組司会：和田アキ子
- 白組司会：加山雄三（『加山雄三ショー』司会）
- 総合司会：吉川精一(東京アナウンス室)
- テレビ中継：葛西聖司（同上）
- ラジオ中継：金子辰雄（同上)

## 演奏
- ステージ：三原綱木とザ・ニューブリード・東京放送管弦楽団（指揮 三原綱木）
- オーケストラボックス：豊岡豊とスィング・フェイス　東京放送管弦楽団（指揮 豊岡豊）

## 審査員
- 若尾文子（女優）：翌年の大河ドラマ『武田信玄』の主人公の母・大井夫人役。
- 中井貴一（俳優）：同じく『武田信玄』の主人公・武田信玄役。
- 森瑤子（作家）：この年『小説すばる』創刊号に「ダブルコンチェルト」発表。
- 江藤俊哉（ヴァイオリニスト・指揮者）：この年日本芸術院会員に任命。
- 俵万智（歌人）：歌集『サラダ記念日』がベストセラーに。
- 逢坂剛（作家）：この年『カディスの赤い星』で第96回直木賞受賞。
- 森口祐子（プロゴルファー）：この年産休から復帰の上通算30勝目を挙げ永久シードを獲得。
- 近藤真一（中日ドラゴンズ投手）：この年プロ初登板でノーヒットノーランを達成。
- 若村麻由美（女優）：この年下期の連続テレビ小説『はっさい先生』のヒロイン・早乙女（鶴岡）翠役。
- 北勝海信芳（大相撲・横綱）：この年の大相撲・夏場所で好成績を挙げ横綱に昇進。
- 吉岡利夫・NHK番組制作局長
- ほか地方審査員のみなさん16名

## 大会委員長
- 尾西清重・NHK放送総局長

## 出場歌手
紅組、      白組、      初出場、      返り咲き。
| 曲順 | 組 | 歌手名           | 回 | 曲目                                        |
| ---- | -- | ---------------- | -- | ------------------------------------------- |
| 1    | 白 | 森進一           | 20 | 悲しいけれど                                |
| 2    | 紅 | 八代亜紀         | 15 | 恋は火の川                                  |
| 3    | 白 | 布施明           | 15 | そして今は                                  |
| 4    | 紅 | 岩崎宏美         | 13 | 夢やぶれて I Dreamed A Dream                |
| 5    | 白 | 尾形大作         | 初 | 無錫旅情                                    |
| 6    | 紅 | 瀬川瑛子         | 初 | 命くれない                                  |
| 7    | 白 | チェッカーズ     | 4  | I Love you, SAYONARA                        |
| 8    | 紅 | 中森明菜         | 5  | 難破船                                      |
| 9    | 白 | 稲垣潤一         | 初 | 思い出のビーチクラブ                        |
| 10   | 紅 | 小比類巻かほる   | 初 | Hold On Me                                  |
| 11   | 白 | 山本譲二         | 6  | 夜叉のように                                |
| 12   | 紅 | 川中美幸         | 7  | 愛は別離                                    |
| 13   | 白 | 吉幾三           | 2  | 海峡                                        |
| 14   | 紅 | 松原のぶえ       | 3  | なみだの桟橋                                |
| 15   | 白 | 近藤真彦         | 7  | 愚か者                                      |
| 16   | 紅 | 小泉今日子       | 4  | 木枯しに抱かれて                            |
| 17   | 白 | 加山雄三         | 11 | 海 その愛                                   |
| 18   | 紅 | 松田聖子         | 8  | Strawberry Time                             |
| 19   | 白 | 竜童組           | 初 | 八木節イントロデュース                      |
| 20   | 紅 | 佐藤しのぶ       | 初 | オンブラ・マイ・フ ラルゴ「なつかしい木陰」 |
| 21   | 紅 | 五輪真弓         | 4  | 心の友                                      |
| 22   | 白 | チョー・ヨンピル | 初 | 窓の外の女                                  |
| 23   | 紅 | 荻野目洋子       | 2  | 六本木純情派                                |
| 24   | 白 | 少年隊           | 2  | 君だけに                                    |
| 25   | 紅 | 金子由香利       | 初 | おお我が人生                                |
| 26   | 白 | 沢田研二         | 15 | チャンス                                    |
| 27   | 紅 | 神野美伽         | 初 | 浪花そだち                                  |
| 28   | 白 | 村田英雄         | 26 | 男の花吹雪                                  |
| 29   | 紅 | 小柳ルミ子       | 17 | ヒーロー                                    |
| 30   | 白 | 菅原洋一         | 21 | ラ・バンバ                                  |
| 31   | 紅 | 大月みやこ       | 2  | 女の駅                                      |
| 32   | 白 | 細川たかし       | 13 | 夢暦                                        |
| 33   | 紅 | 小林幸子         | 9  | 雪椿                                        |
| 34   | 白 | 新沼謙治         | 11 | 津軽恋女                                    |
| 35   | 紅 | 石川さゆり       | 10 | 夫婦善哉                                    |
| 36   | 白 | 北島三郎         | 24 | 川                                          |
| 37   | 紅 | 由紀さおり       | 11 | 赤とんぼ〜どこかに帰ろう                    |
| 38   | 白 | 谷村新司         | 初 | 昴 -すばる-                                 |
| 39   | 紅 | 和田アキ子       | 11 | 抱擁                                        |
| 40   | 白 | 五木ひろし       | 17 | 追憶                                        |

### 選考を巡って
今回は出場歌手の選考方法が大きく変わった。出場歌手選考の参考として1972年に発足した「ご意見を伺う会」が廃止されたほか、視聴者への出場歌手アンケートの方式を変更し、これまで出場歌手の選出に際して重視していた視聴者アンケートを参考程度の扱いとした。
オペラ歌手の佐藤しのぶ、シャンソン歌手の金子由香利、ニューミュージックからは谷村新司、稲垣潤一ら実力派歌手が出場し、出演者の顔ぶれは大きく変わった。ほか由紀さおりが第29回以来9年ぶり、布施明が第31回以来7年ぶりの復帰となる。黒い交際発覚により前回の出場を急遽辞退した北島三郎、山本譲二も揃って2年ぶりの復帰出場を果たした。
これまで紅白の顔として、共に1986年まで当時史上最多出場中だった島倉千代子（前回まで紅組歌手として30回連続出場）と三波春夫（前回まで白組歌手として29回連続出場）が、出場者決定の前に辞退を発表した。
- 11月6日、島倉が「30回という区切りを大切にしたい」として出場辞退を発表[7]。
- 11月25日、三波が「後進に道を譲りたい」として出場辞退を発表[8]。

島倉・三波の両辞退により、今回の紅白最多出場者は紅組が小柳ルミ子（17回）、白組が村田英雄（26回）にそれぞれ入れ替わっている。
- また前回紅組司会を兼任して出場した斉藤由貴も裏番組出演により出場を辞退[9]。

前回の出場歌手の中より今回不選出となった歌手は以下。
| 組   | 落選した歌手・グループ                                                   |
| ---- | ------------------------------------------------------------------------ |
| 紅組 | 河合奈保子・研ナオコ・斉藤由貴・島倉千代子・水前寺清子・テレサ・テン     |
| 白組 | 大川栄策・角川博・小林旭・シブがき隊・千昌夫・田原俊彦・三波春夫・山川豊 |

前回まで22回連続出場中だった水前寺清子や、10年連続出場中（通算14回）の千昌夫らを初め、上述の通り紅白歌合戦の出場常連者が次々と落選。また村田英雄、八代亜紀、沢田研二、川中美幸らも今回で一旦出場が途切れた。
- そのうち島倉は1988年、三波・村田・千・八代・沢田は1989年、研は1993年、川中は1990年にそれぞれ復帰を果たしている。
- 島倉は出場辞退表明の記者会見を行ったが、この場で若手記者から「結局、落選するのが怖かったということですか?」と辛辣な質問をされ、それに対し「その通りです」と返答した[10]。『紅白50回』のインタビューで本人は「辞退は前年の時点で決めており、前回身に纏った白色の着物はその表れだった」「ここ数年紅白に出られるか出られないかで不安だった。もし落選したらショックで歌えなくなると思った。そのため、余力のあるうちに辞退しようと思った」と今回の辞退について語った。島倉は出場辞退をこの年発売の「人生いろいろ」の作曲者・浜口庫之助（当時療養中）に報告したところ、「紅白で『人生いろいろ』が聞けないのか」と返されたことを明かしている[11]。だがその「人生いろいろ」が翌年大ヒットし、紅白に2年ぶりに復帰することとなった（出場を決めた背景には、同曲の大ヒットに加え、浜口[12]に「歌う姿を見て元気になって貰いたい」という思いもあった）。また、美空ひばりから「お千代、（辞退したことに）後悔はない?ここからが見せどころよ」とアドバイスを受けたという[13]。
- 水前寺については、番組側から「辞退した」と公に発表することを許可されたが、「（落選という）結果を正面から受け入れようと思いました。辞退は逃げだと思います」とこれを拒み落選をそのまま公表した[3]。
- 合田道人は自身の著書で島倉や三波についても実質は落選だが、番組側の配慮で辞退という形になったのでは?と推測している。
- 番組側は水前寺について「流行歌手ながらヒット曲不足」、千について「歌手活動が目立たなかった」、田原俊彦について「アイドル層の中で支持が低かった」ということをそれぞれ落選理由とした[14]。

出場者発表を報じた『NHKニュース』は、白組歌手発表の際松平定知が「ここは“タ行”“ナ行”“ハ行”の方々ですが、田原俊彦さんの名前はありません」と田原の落選を報じるという異例のニュースだった。
NHKがオファーしていたものの、結果的に不選出となった歌手は以下の通り。
- ニューミュージック歌手からは井上陽水、桑田佳祐[6]
- 韓国出身歌手からは李美子（イ・ミジャ）[6]

次点組として森山良子、テレサ・テン、三沢あけみ、大川栄策、山川豊、鳥羽一郎が挙げられていた。
鮫島有美子は年末までドイツに滞在していたため辞退した。
さらに事前報道で有力候補として挙がっていた歌手に松任谷由実、加藤登紀子、レベッカ、長渕剛、THE ALFEE、HOUND DOG、BOØWY、桂銀淑らがいる。
『紅白歌合戦の真実』（195頁）によれば、南野陽子、「ファン投票」11位の中山美穂、とんねるず、德永英明は落選だったという。

## ゲスト出演者
- ふくろこうじ・じゃじゃまる、ふぉるてしも・ぴっころ、ぽろり・カジリアッチIII世（『おかあさんといっしょ』の人形劇「にこにこぷん」のキャラクター）
- 春風亭小朝（落語家。この年上期の連続テレビ小説『チョッちゃん』の国松連平役。松原のぶえの曲紹介）
- 古村比呂（女優。同じく『チョッちゃん』のヒロイン・北山（岩崎）蝶子役および『武田信玄』の於津禰役。同上）
- 中田喜子（女優。『連想ゲーム』紅組キャプテン。「紅白連想ゲーム」）
- 加藤芳郎（漫画家。同じく『連想ゲーム』白組キャプテン。同上）
- 三浦友和（俳優。この年の大河ドラマ『独眼竜政宗』の伊達成実役。加山雄三の曲紹介）
- 西郷輝彦（俳優。同じく『独眼竜政宗』の片倉小十郎役。同上）
- 渡辺謙（俳優。同じく『独眼竜政宗』の主人公・伊達政宗役。同上）
- ジュネス・ミュジカル合唱団（由紀さおりのバックコーラス）

### 演奏ゲスト
- 羽田健太郎（ピアノ。岩崎宏美の伴奏）
- 松居直美（パイプオルガン。佐藤しのぶの伴奏）
- 篠崎史子（ハープ。同上）
- MALTA（サックス。菅原洋一の伴奏）
- CO-CóLO (沢田研二のバックバンド)